# 4503 Cleobulus
4503 Cleobulus (1989 WM) là một tiểu hành tinh Amor được phát hiện ngày 28 tháng 11 năm 1989 bởi Carolyn S. Shoemaker ở Palomar.